# عدنان نان
عدنان نان (بالإنجليزية: Adnan Nan)‏ هو لاعب كرة قدم جنوب سوداني، ولد في 20 نوفمبر 1979. شارك مع منتخب جنوب السودان لكرة القدم. أما مع النوادي، فقد لعب مع El Nasir FC ‏.

## وصلات خارجية
- عدنان نان على موقع ناشيونال فوتبول تيمز (الإنجليزية)